# 大眼異胎䲁
大眼異胎䲁（學名：Heteroclinus macrophthalmus），為輻鰭魚綱䲁形目胎䲁科異胎䲁屬的一個種，分布於東印度洋澳洲南部海域，深度1至18公尺，本魚體延長，眼眶上方具一寬觸手，末端有5-10分支，鼻孔有短觸鬚，體棕色，背部有一條深褐色的條紋，眼睛後面有一條銀色的斜條，沿著中間延伸並分成銀色斑點，背鰭硬棘32-34枚、背鰭軟條2至4枚、臀鰭硬棘1枚、臀鰭軟條21-24枚，體長可達10公分，棲息在水淺的海草床，雌魚產附著性卵，雄魚會守護卵，幼魚為浮游性，生活習性不明。